# P.C. de Brouwer
Petrus Cornelis (Piet) de Brouwer (Hilvarenbeek, 17 oktober 1874 – Tilburg, 19 november 1961) was een priester, classicus en Brabants en katholiek emancipator, die aan de wieg stond van het 'Brabantisme', het streven om Nederlands Brabant met haar katholieke geloof zelfbewust te maken en cultureel te verheffen. Hij was mede-oprichter en inspirator van het latere Odulphuslyceum (1899), het gezelschap Ons Brabant (1913) en de beweging Brabantia Nostra.

## Levensloop
De Brouwer werd geboren in een zeer gelovig boeren-onderwijzersgezin in Hilvarenbeek en volgde zijn priesteropleiding bij de Fraters van Tilburg. Na zijn wijding in 1897 -als pater Respicius- zette hij zich in om het katholiek voortgezet onderwijs in Tilburg van de grond te tillen. In 1899 startte hij het zogenaamde pro-gymnasium in een spreekkamer bij de fraters. De Brouwer studeerde ondertussen aan de Rijksuniversiteit van Utrecht en promoveerde daar cum laude in 1911. Uit het nu erkende gymnasium ontstond in 1917 St. Odulphuslyceum. De naam Odulphus verwijst naar een Brabantse heilige uit de vroege middeleeuwen. De Brouwer, bijgenaamd 'D'n Doctor', bleef er leraar klassieke talen tot zijn pensionering in 1939 en was er van 1900 tot 1918 rector. Leerlingen van hem, veelal doorgestroomd naar de Hogeschool, speelden een rol in diverse vormen van het Brabantisme.
Als classicus en filoloog publiceerde De Brouwer in diverse vaktijdschriften. Als didacticus en pedagoog schreef hij enkele schoolboeken. Hij woonde in Hilvarenbeek aan de Vrijthof.

## Brabantisme en integralisme
De Brouwer had een sterk gevoel van historische achterstelling door het gewest Holland, met name in de anderhalve eeuw generaliteitsbestuur waarin Noord-Brabant niet meer dan een wingewest was. Zijn onderwijsideaal richtte zich op de vorming van een weerbare katholieke intelligentsia, die Brabant leiding zou kunnen geven in de moderne tijd. Het militant katholicisme van De Brouwer werd gekleurd door het integralisme dat ook zijn congregatie kenmerkte: de eigen groep omarmend en sterk afwerend tegen de buitenwereld, zich kerend tegen het katholiek modernisme, dat te veel vreemde invloeden liet doorsijpelen.
Veel studenten waren wel ontvankelijk voor het gevoel van achterstelling en het Brabander-zijn werd een element van hun zelfbewustzijn. Als eenmaal de katholieke eigenheid van Noord-Brabant was veiliggesteld, zo was de idee, dan zou het herboren gewest volop meewerken aan een 'nationale verheffing', waarbij nationaal wil zeggen Groot-Nederland, dus inclusief Vlaanderen.
De Brouwers' regionalisme was een Brabants nationalisme, romantisch teruggrijpend op een glorieus verleden (Hertogdom Brabant) en op een idyllische plattelandssamenleving, die bedreigd werd door de moderniteit. In zijn wekelijkse columns voor Roomsch Leven en het weekblad van de NCB promootte De Brouwer dit gevoel en omschreef hij het karakter van dé Brabander als zijnde intuïtief-gemoedelijk, eenvoudig, direct en vasthoudend katholiek. Mogelijk stonden de dorpsmensen uit zijn Hilvarenbeekse jeugd hiervoor model.
Brabants en katholiek was een voor De Brouwer; hij had het dan ook niet op andersdenkenden in de provincie, ook al waren ze bekende wetenschappers of kunstenaars geworden. Zo moest de internationaal vermaarde oogheelkundige Franciscus Donders het bij hem ontgelden omdat hij het katholieke geloof had verlaten. Vanzelfsprekend miste ook de protestantse Vincent van Gogh het 'Brabantse wezen'; zijn schilderijen van Brabantse mensen waren 'op z'n zachts gezegd onvolledig'.

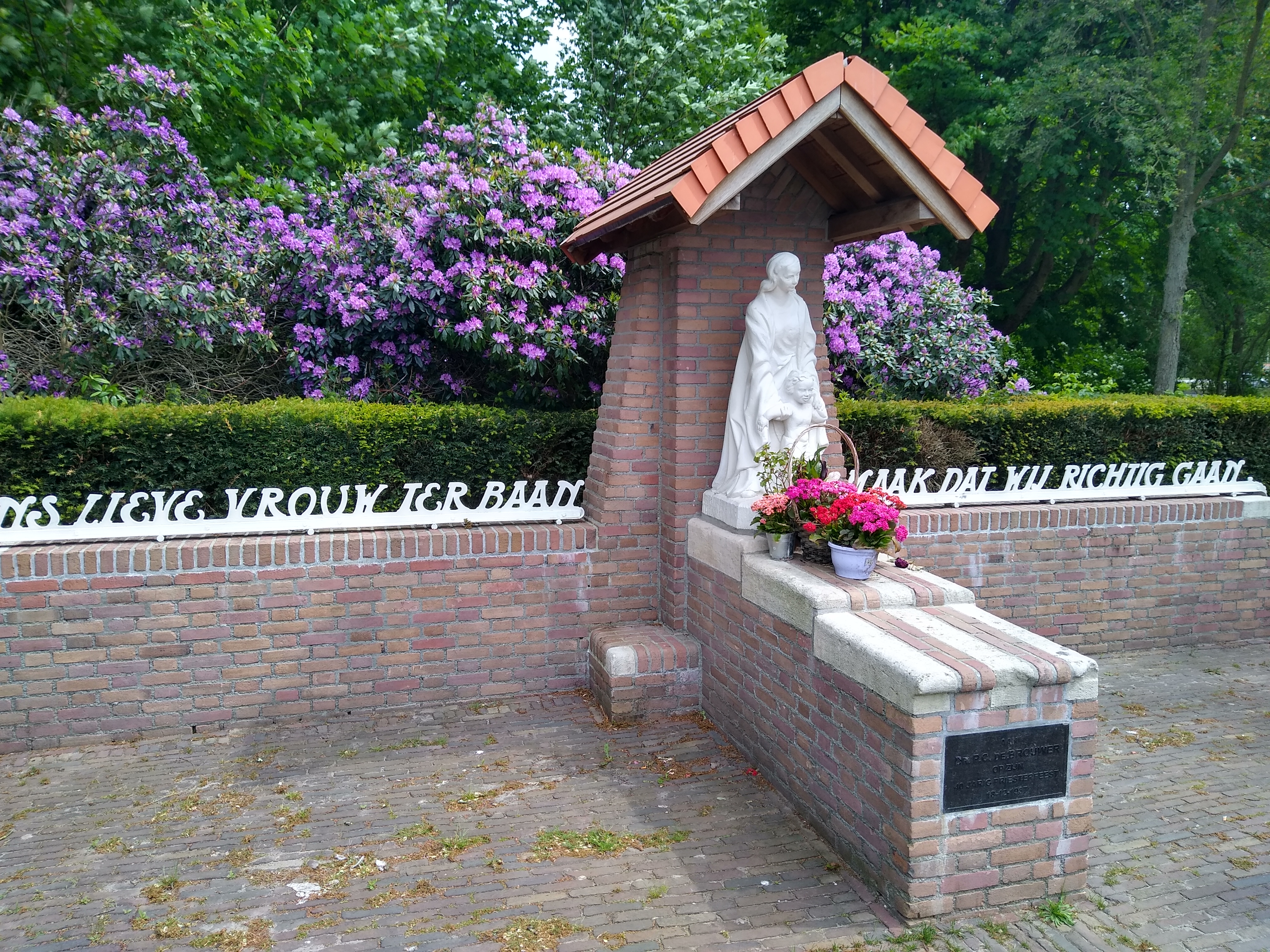
Maria Ter Baan-kapel ter ere van De Brouwer, door Manus Evers (1937)

De Brouwer instigeerde een actieprogramma 'Christus op straat' om de openbare ruimte, met haar toenemend werelds genot, weer terug in katholieke handen te brengen. Dit vond vooral weerklank bij de katholieke culturele elite, niet zozeer bij de gewone man. De Brouwer enthousiasmeerde studenten van het Brabants Studentengilde Onze-Lieve-Vrouw en maakte met hen lange fietstochten. Hij zette zich in voor het plaatsen van Mariakapelletjes overal in de provincie. Een ervan stond uitdagend bij de Moerdijkbrug en had een tien meter hoge toren met de strijdbare tekst: "Sta reiziger! Wees wellekom / Hier treedt ge Brabant binnen / Doch weet, dit trotsche Hertogdom / Heeft Háár als Hertoginne".
Ook liet hij met Brabantia Nostra het Tilburgs Heilig Hartbeeld bij de Heuvelse kerk plaatsen en bevorderde hij de verering van de Tilburgse missionaris Petrus Donders, waarvoor in het Wilhelminapark een standbeeld werd opgericht. Beide beelden kwamen volgens de initiatiefnemers voort uit de wil van het gewone volk, een stelling die door historici gerelativeerd wordt.
In 1939 werd ter gelegenheid van zijn veertigjarig priesterjubileum in 1937 een Mariakapel opgericht aan de Ringbaan-Zuid, bij de hoofdingang van het Leijpark. Het is een atypisch beeld van Maria dat oogt alsof ze het kindeke Jezus leert lopen. Het opschrift is ‘Ons lieve vrouw ter baan, maak dat wij richtig gaan’. Het moest gelezen worden als een wens voor een veilige reis en als een aanbeveling om in het leven de juiste weg te kiezen.

## Antimodernisme zonder fascisme
De Brouwer was afkerig van het socialisme en de moderniteit. Hij hechtte aan het corporatisme, dat zowel in de katholieke als in de fascistische wereld werd verkondigd. Toch was De Brouwer geen fascist; hij waarschuwde voor het nationaalsocialisme dat hij in verband bracht met 'staatsverafgoding'. Hij was een van de oprichters van een integralistisch tijdschrift en bepaalde als redactieraad de inhoud. De titel Brabantia Nostra (Ons Brabant) werd gevolgd door de strijdkreet Brabant aan ons! Het blad, dat in oktober 1935 voor het eerst verscheen, droeg verschillende vijandbeelden uit en kantte zich tegen liberalisme, socialisme, protestantisme en Hollandocentrisme. Het blad en de gelijknamige beweging ondersteunden in 1940 de uitbouw van de Nederlandsche Unie, maar in 1942 weigerde men zich te registreren bij De Nederlandsche Kultuurkamer. Na de oorlog kwamen nog slechts enkele nummers van Brabantia Nostra uit.
De beweging die De Brouwer had doen ontstaan, afkerig van de moderne tijd, was na de Tweede Wereldoorlog weliswaar enigszins besmet, maar weerspiegelde wel degelijk een gevoel dat breed gedeeld werd door de katholieke Brabantse elite van voor en na de oorlog. Symbool van die doorgebroken moderniteit was het Philips-concern te Eindhoven. De maatschappelijke betrokkenheid van het concern leidde niet tot een mild oordeel: Brabantia Nostra zag Philips als funest voor het 'gemeenschapsgevoel' vanwege de vele werknemers van boven de Moerdijk en de 'opgelegde neutraliteit'. 'In Eindhoven sterft Brabant', schreef het lijfblad.

## Eerbetoon
Na de oorlog was De Brouwer nog 'beschermheer' van de 'Groot-Kempische cultuurdagen' die vanaf 1947 werden georganiseerd. In 1954 ontving hij van prins Bernhard een Zilveren Anjer voor zijn culturele en onderwijskundige verdiensten. Op zijn bidprentje (1961) staan drie andere titels vermeld die De Brouwer zijn toebedeeld, namelijk Geheim Kamerheer van paus Johannes XXIII en ridder in de Orde van de Nederlandse Leeuw en van Oranje Nassau.
Doctor P.C. De Brouwer overleed in 1961 in het St.-Elizabethziekenhuis te Tilburg. Hij werd in Hilvarenbeek begraven met een groot eerbetoon door een aantal Brabantse gilden, die vooral door zijn toedoen opgeleefd waren.
Bij de hoofdingang van het Tilburgse Leijpark is in 1939 een Mariakapel geplaatst ter gelegenheid van De Brouwers veertigjarig priesterjubileum in 1937. Het is van de hand van Manus Evers, in de jaren dertig en veertig diverse heiligenbeelden realiseerde in Tilburg en Hilvarenbeek. In de Hilvarenbeekse Vrijthof is in 1972 een abstracte vogelvorm van Frans Verhaak geplaatst ter nagedachtenis aan De Brouwer.